# Hofmann-omlegging
De hofmann-omlegging is een organische reactie waarbij een primair amide wordt omgezet in een primair amine met een koolstofatoom minder.
De reactie werd vernoemd naar haar ontdekker, August Wilhelm von Hofmann.

## Reactiemechanisme
Onder basische omstandigheden kan het amide gedeprotoneerd worden, waarop het gevormde ion een nucleofiele aanval uitvoert op dibroom, en een N-broomamide gevormd wordt. En volgende deprotonering vormt een reactief intermediair dat na verlies van een bromide-ion omlegt tot een isocyanaat. Het isocyanaat zal reageren met water ter vorming van een carbamaat, wat decarboxyleert en een amine vormt.

## Variaties
Het dibroom kan vervangen worden door andere reagentia, zoals N-broomsuccinimide in aanwezigheid van een sterke base zoals DBU. In dit voorbeeld wordt het gevormde isocyanaat met methanol gecapteerd als een carbamaat:
Een ander, milder, alternatief voor dibroom is (bis(trifluoroacetoxy)jood)benzeen.